# Nymphopsis dromedaria
Nymphopsis dromedaria là một loài nhện biển trong họ Ammotheidae. Loài này thuộc chi Nymphopsis. Nymphopsis dromedaria được miêu tả khoa học năm 1967 bởi McCloskey.